# Спиро, Вильям Бернгардович
Вильям Бернгардович (Бернардович) Спиро (1883, Одесса, Херсонская губерния — 1939, Остров Мэн) — российский революционер. Член партии левых социалистов-революционеров. Участник гражданской войны в России. Член ВЦИК 2-го созыва. Главный комиссар Черноморского флота. Инициатор заседания на котором была провозглашена Социалистическая советская республика Тавриды.

## Биография

### Ранняя деятельность
Родился в 1883 году в Одессе в еврейской купеческой семье. Личный почётный гражданин. Отец — маякский мещанин, позднее купец и личный почётный гражданин Бернард Борисович Спиро (1846 — 30 апреля 1909), мать — Феня Спиро. Окончил Одесское коммерческое Императора Николая I училище. Дед — одесский присяжный поверeнный Борис Михайлович Спиро (1849—?).
С 1903 года участвовал в деятельности Партии социалистов-революционеров. В 1906 году был арестован. По одним данным провёл в заключении три месяца, а по другим — шесть. В 1918 году в газете «Дело народа» по распоряжению Владимира Ленина была опубликована заметка «Неумирающий», где утверждалось, что живя в Одессе Спиро занимался финансовыми махинациями. По данным газеты он работал в фирме Бирнбаум, где присвоил себе деньги конторы. Поскольку Спиро был раскрыт, то был вынужден переехать в Австро-Венгрию. С 1912 года вёл борьбу с одесским обществом приказчиков.
Во время Первой мировой войны вместе с отцом жил в Копенгагене, где занимался операциями с ценными бумагами. По словам Спиро там его семья владела виллой. Поддерживал связи с российскими политическими эмигрантами, прежде всего эсерами и социал-демократами. Являлся вице-председателем Русского общественного комитета помощи военнопленным и казначеем Комитета помощи политическим эмигрантам в Копенгагене.

### Революционная деятельность
В июне 1917 года во время революционных событий принимает решение вернуться в Российскую империю. Приехав в Петроград, перевёл собственные средства в местное отделение Русско-Азиатского банка. Деньги были потрачены на возвращение его товарищей-эсеров из эмиграции и на агитацию среди русских военнопленных в Германии. После этого направился в Одессу, где был избран в местный Совет и в Румчерод.
Владимир Ленин называл Спиро в числе трёх видных деятелей левых эсеров наряду с Борисом Камковым и Владимиром Карелиным. В октябре 1917 года направился на II Всероссийский съезд Советов рабочих и солдатских депутатов как делегат от Румынского фронта. Вместе с Карелиным и Камковым отказался войти в состав Совета народных комиссаров РСФСР.
29 октября на IX Петроградская конференция был избран в комиссию для переговоров с ЦК; а на X конференции Спиро получил статус делегата для участия в IV съезде Партии социалистов-революционеров. Был избран членом ВЦИК 2-го созыва, где стал заведующим финансовым отделом вместе с Иосифом Уншлихтом.
Спиро был автором резолюции, выражавшей недоверии правительству Ленина, но она была отклонена 25 голосами против 20. При этом резолюция Моисея Урицкого о доверии ленинскому кабинету была поддержана 25 против 23. По мнению историка Ричарда Пайпса это голосование позволило большевикам получить законодательную власть, а ЦИК и сам съезд превратить из законодательного в консультативный орган.
В конце 1917 года Спиро стал старшим комиссаром Румынского фронта. Как делегат Румчерода участвовал в III Всероссийском съезде Советов в Петрограде. 16 января 1918 года Ленин подписал распоряжение о назначении Спиро комиссаром-организатором по русско-румынским делам на Юге России. Был включён в состав созданной в Одессе Верховной автономной коллегии по борьбе с контрреволюцией на Юге России и в Бессарабии (позднее Одессе Верховная коллегия по румынским делам) во главе с Христианом Раковским. По данным Раковского, Совнарком выдал Спиро 11 миллионов рублей, которые он вместе с матросом Анатолием Железняковым должен был потратить на нужды Румчерода (6 млн) и Верховной коллегии (5 млн).

### Деятельность в Крыму
С января 1918 года деятельность Спиро была сосредоточена в Севастополе, куда он прибыл в январе 1918 года. По итогам II Общечерноморского съезда в феврале 1918 года был назначен главным комиссаром Черноморского флота. Вместе с Юрием Гавеном настоял на принятии решения о запрете вывоза с полуострова хлеба для создания в Крыму шестимесячного запаса.
19 марта 1918 года под руководством Спиро в Севастополе состоялся чрезвычайное заседание Таврического ЦИК Советов рабочих, солдатских и крестьянских депутатов, где был принят декрет о провозглашении Социалистической советской республики Тавриды. На первом заседании СНК Республики Тавриды был включён в военно-морской комиссариат, а также стал главой Крымского штаба обороны.
Выступал против подписания Брестского мира с Германией и Австро-Венгрией. 23 марта подписал резолюцию, признающую Черноморский флот достоянием не только России, но и Украины, Тавриды и Кавказа. На публичном мероприятии выступил с призывом отвернуться от «гнилого Севера». Настаивал на обороне полуострова от немецкой оккупации. Вёл диалог с Лениным о создании единого оборонного фронта против Германии.
По доносу Жана Миллера Ленину Спиро был арестован. Под предлогом получения средств он был вызван в Москву, где ордер на его арест был уже выписан распоряжением Феликса Дзержинского. Спиро был обвинён в «преступлении по должности». Дело в Верховном трибунале при ВЦИК не было завершено. По одной из версий он сумел бежать, а по другой — был выпущен под поручительство ЦК партии левых эсеров, поскольку болел тяжёлой формой туберкулёза.

### Дальнейшая судьба
После этого жил за рубежом. В Дании занимался коммерцией. Владел фабриками по производству сухого молока.
В декабре 1924 года участвовал в работе заграничной делегации Партии левых социалистов-революционеров на международной конференции левых социалистов в Берлине.
Скончался на острове Мэн в Великобритании в 1938 года

## Семья
Жена (с 14 марта 1908 года) — Ривка Шлёмовна Спиро (в девичестве Гершзон, 1890—?), дочь аккерманского мещанина (брак заключён в Одессе). Сын — Анатолий Вильямович Спиро (11 декабря 1911 — ?).